# Sepp Schneider
Sepp Schneider (* 3. Juni 1991 in Egg) ist ein ehemaliger österreichischer Nordischer Kombinierer.

## Karriere
Sepp Schneider erreichte bei seinem Weltcup-Debüt am 11. Februar 2012 in Almaty den 30. Rang und somit gleich seinen ersten Weltcuppunkt. Im Januar 2013 feierte er beim Weltcup in Schonach als Startläufer sein Debüt in der österreichischen Staffel und belegte mit ihr den vierten Rang. Kurz darauf riss sich der Kombinierer bereits zum dritten Mal das Kreuzband.
Am 30. Januar 2015 errang er beim Weltcup im Val di Fiemme mit Rang 4 seine bisher beste Einzelplatzierung, wobei er sich erst im Zielsprint dem Norweger Jørgen Graabak um 0,4 s geschlagen geben musste. Tags darauf gelang ihm im Team-Sprint zusammen mit Bernhard Gruber der erste Weltcup-Podestplatz. Mit diesen Leistungen qualifizierte sich Schneider für sein erstes Großereignis, der Nordischen Skiweltmeisterschaft 2015 in Falun. Am 28. Mai 2018 beendete Sepp Schneider aus gesundheitlichen Problemen, seine Karriere.

## Privates
Sepp Schneider ist der jüngere Bruder des ehemaligen Skispringers Balthasar Schneider.